# Pethes László
Kechkeméthi Pethes László, Petes László Gergely Miklós (Jászárokszállás, 1885. július 14. – ?) író, politikus, nemzetgyűlési képviselő.

## Családja
1885-ben született Jászárokszálláson a kecskeméti Pethes család sarjaként, 1885. július 22-én keresztelték. Apja, Pethes Antal (1835-1910) földbirtokos révén Hild Viktor unokatestvére. Anyja, a kerekgedei Makó család utolsó jászsági tagja, Makó Erzsébet (1860-1939). Féltestvére, Pethes Mihály (1861-1936) agrárszakember, a jászárokszállási Közbirtokosság elnöke.

## Életrajza
A kolozsvári egyetemen avatták jog- és államtudományi doktorrá, majd beutazta Nyugat - Európa számos országát. (Németország, Olaszország Dánia). Hazatérve Jász-Nagykun-Szolnok megye szolgálatába állt: előbb másodaljegyző, majd első aljegyző, 1913-tól pedig tb. főszolgabíró. Az első világháború kitörése után főként menekültüggyel foglalkozott, mégpedig olyan kiválóan, hogy hamarosan a megye menekültügyi hivatala élére állították. A Károlyi-kormány Selmecbánya főispánjává tette: sokat tett a csehszlovák invázió feltartóztatásáért, majd amikor az ügy reménytelenre fordult, többedmagával Budapestre menekült. Innen Szegedre ment, ahol tevékenyen részt vett az ellenforradalmi szervezkedésekben.
Az 1920-as nemzetgyűlésbe Jászapáti delegálta országos kisgazdapárti programmal, 1922-ig ő volt a nemzetgyűlés jegyzője, tagja volt a közigazgatási, igazságügyi és a véderőbizottságnak is. Nagyhatású beszédet mondott a kormányzói jogkör kiterjesztése kapcsán. 1922-ben Tóth Andorral és Nagy Endrével szemben ismét nemzetgyűlési képviselő lett immáron az Országos Kisgazdapárt és a KNEP egyesüléséből létrejött Egységes Párt színeiben.
Az 1930-as évektől főként kulturális feladatokat látott el, több előadást tartott szülővárosában és Jászapátin is. Az A Szarmát Alföld történelme és néprajza, illetve Szovjet-Oroszország feldarabolása című könyve a tiltott könyvek listájára került 1945 után.
1912. augusztus 15-én Jászkiséren házasságot kötött Küry Margittal, akitől 1922-ben elvált. 1931. július 9-én Jászárokszálláson feleségül vette Halmy Juliannát.